# Лінда Блер
Лінда Деніз Блер (англ. Linda Denise Blair; нар. 22 січня 1959, Сент-Луїс, Міссурі, США) — американська акторка кіно і телебачення, захисниця прав тварин. Найбільш відома за роллю Ріган Макніл у фільмі жахів Вільяма Фрідкіна «Той, що виганяє диявола» (1973), за яку номінована на «Оскар» за «Кращу жіночу роль другого плану» і «Золотий глобус» у категорії «Краща жіноча роль другого плану — Кінофільм» в 1973 році.

## Біографія
Лінда Деніз Блер народилася 22 січня 1959 року в Сент-Луїсі (штат Міссурі) в родині військово-морського рекрута Джеймса Фредеріка та Еліонори Блер (до шлюбу Ліч). У неї були старша сестра Деббі та старший брат Джим. Коли Лінді було два роки, батько влаштувався на роботу в Нью-Йорку і сім'я переїхала в місто Вестпорт у Коннектикуті, де мати пішла працювати агенткою з продажу нерухомості. В 5 років Лінда почала працювати моделлю, знявшись у фотосесіях для дитячих розділів в каталогах «Sears», «J. C. Penney» і «Macy's» і в понад 70 рекламних роликах виноградного джему компанії «Welch's». У 6 років вона уклала контракт з газетою «The New York Times» на участь в її рекламі і в цьому ж віці почала займатися верховою їздою. Попри те, що Лінда мріяла стати ветеринаркою, її кар'єра моделі поступово перейшла в акторську, і в 1968 році відбувся її акторський дебют, коли вона знялася як постійна акторка в мильній опері «Hidden Faces».

## Кар'єра

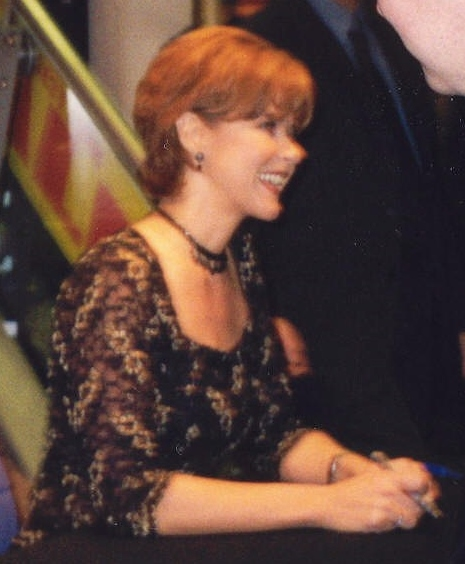
Лінда Блер у 1987 році

Лінда Блер почала акторську кар'єру з невеликих епізодичних ролей в кіно і телесеріалах. А її дебютною роботою в кіно стала роль Барді у фільмі «Спортивний клуб» у 1971 році.
Незабаром їй запропонували роль одержимою дияволом дівчинки, яка стала її проривом.
На роль Ріган Макніл у фільмі «Той, що виганяє диявола» спочатку планувалася молода акторка Памелін Фердін, але режисер картини Вільям Фрідкін вирішив взяти на цю роль абсолютно невідому актооку. Оскільки Фердін вже була відома своїм телеролями, виконавицею була обрана Лінда Блер.
Фільм, знятий за бестселером Вільяма Пітера Блетті, отримав 10 номінацій на «Оскар» і виграв дві з них за «Кращий адаптований сценарій» (Вільям Пітер Блетті) та «Кращий звук» (Роберт Кнудсон, Крістофер Ньюман). Лінда Блер також була номінована на «Оскар» за «Кращу жіночу роль другого плану», її партнерами по фільму стали такі зірки, як Еллен Берстін та Макс фон Сюдов.
У Списку 100 найбільших кінематографічних лиходіїв і героїв», опублікованому Американським інститутом кіномистецтва в червні 2003 року, персонажка фільму «Той, що виганяє диявола» Ріган Макніл у виконанні Лінди Блер удостоїлася дев'ятого місця серед лиходіїв.
Шанси на отримання премії «Оскар» у Лінди Блер значно зменшилися через скандал, в якому Мерседес Маккембрідж, акторка, що озвучувала демона, подала в суд на студію «Warner Bros.» за те, що її імені не вказали в титрах. У підсумку «Оскар» отримала Татум О'ніл, а Блер була удостоєна премії «Золотий глобус» у номінації «Краща жіноча роль другого плану» і отримала номінацію на цю ж премію за «Кращий акторський дебют серед жінок», а також отримала премію Вибір народу.
Через рік після цього Лінда Блер з'явилася у фільмі «Аеропорт 1975», втіливши хвору дівчинку, що чекає на пересадку нирки, що виглядало досить наївно через велику й успішну попередню роль.
У 1977 році Блер знялася в сиквелі «Той, що виганяє диявола» під назвою «Той, що Виганяє диявола 2: Єретик», де зіграла вже дорослу Ріган через 4 роки після жахливих подій. Фільм був дуже прохолодно сприйнятий критикою і публікою, а Блер була номінована на премію «Сатурн» як найкраща акторка в 1978 році.

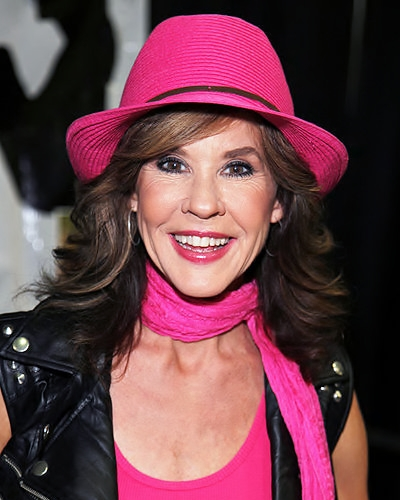
Лінда Блер у Лос-Анджелесі 2012 року

Потім були ролі в малоуспішних фільмах: «Перемога в Ентеббе» (1976), «Солодка ніч» (1982), «Жінки за ґратами» (1984), «Острів Дикунів» (1986) та «Дикі вулиці» (1986). Майже за кожну з ролей у цих фільмах Блер або номінувалася, або отримувала премію «Золота малина» в номінації «Найгірша акторка». Такі фільми з її участю також не мали великого успіху і пройшли майже непомітно — «Переполох» (1981), «Нічний патруль» (1984), за який їй навіть вручили «Золоту малину» в номінації «Найгірша акторка», «Червона спека» (1985), «Знову всесильний» (1990) та «Фатальний зв'язок» (1992). В результаті вона отримала шість номінацій на «Золоту малину», у чотирьох з яких виграла.
У 1990 році Лінда Блер з'явилася у фільмі «Рецидив» — пародії на «Той, що виганяє диявола», де виконала роль одержимої дияволом матері двох дітей. Її Ненсі Алгет стала майже точною копією її роботи в оригінальному фільмі, а головну роль в картині виконав Леслі Нільсен.
У 1996 році вона знялася в трилері «Крик», де виконала епізодичну роль репортерки. Одна з її останніх великих ролей була в телесеріалі «Надприродне» у 2006 році. І в цьому ж році Лінда Блер була номінована на нагороду «TV Land Award» як найкраща зірка фільму тижня. Після цього вона рідко з'являлася на екрані, в основному в короткометражних фільмах і епізодичних ролях в телесеріалах.
У 2016 році акторка знялася у фільмі «Зелена фея».

## Особисте життя
За повідомленням британського сайту The Biography Channel, Лінда Блер деякий час мала алкогольну та наркотичну залежність.
В кінці 1970-х років вона мала проблеми з поліцією, коли їй було пред'явлено звинувачення в зберігання наркотиків (кокаїн).
Блер тоді визнала свою провину в обмін на трирічний випробувальний термін.
Більшу частину свого дорослого життя акторка присвятила фонду захисту тварин.

## Фільмографія
| Рік       |     | Українська назва                          | Оригінальна назва                              | Роль                      |
| --------- | --- | ----------------------------------------- | ---------------------------------------------- | ------------------------- |
| 1971      | ф   | Спортивний клуб                           | The Sporting Club                              | Барди                     |
| 1973      | ф   | Екзорцист                                 | The Exorcist                                   | Ріган МакНіл              |
| 1974      | ф   | Народжені безневинними                    | Born Innocent                                  | Кріс Паркер               |
| 1974      | ф   | Аеропорт                                  | Airport                                        | Джейн Ебот                |
| 1975      | ф   | Солодка заручниця                         | Sweet Hostage                                  | Доріс Мей Вінтерс         |
| 1975      | ф   | Перемога в Ентеббе                        | Victory at Entebbe                             | Коана Віновськи           |
| 1977—1984 | с   | Острів фантазій                           | Fantasy Island                                 | Сара / Джейн Еймс         |
| 1977      | ф   | Той, що виганяє диявола 2                 | Exorcist 2: The Heretic                        | Ріган МакНіл              |
| 1977—1987 | с   | Човен кохання                             | The Love Boat                                  | Міфи                      |
| 1978      | ф   | Незнайомець в нашому домі                 | Stranger in Our House                          | Рейчел Бруат              |
| 1979      | ф   | Роллер Бугі                               | Roller Boogie                                  | Тері Барклі               |
| 1979      | ф   | Дикий будинок Хенка                       | Wild House Hank                                | Хенк Бредфорд             |
| 1980      | ф   | Переполох                                 | Ruckus                                         | Джені Біломс              |
| 1981      | ф   | Солодка ніч                               | Hell Night                                     | Мартін Гейнс              |
| 1983      | ф   | Жінки за ґратами                          | Chained Heat                                   | Керол Гендерсон           |
| 1984      | ф   | Дикі вулиці                               | Savage Streets                                 | Бренда                    |
| 1984—1996 | с   | Вона написала убивство                    | Murder, She Wrote                              | Джейн / Паскаль           |
| 1984      | ф   | Нічний патруль                            | Night Patrol                                   | офіцер С'ю Пермен         |
| 1985      | ф   | Червоне каління                           | Red Heat                                       | Крістін Карсон            |
| 1985—1992 | с   | Секретний агент Макгайвер                 | MacGyver                                       | Джені Ларсон              |
| 1985      | ф   | Острів дикарів                            | Savage Island                                  | Делі                      |
| 1987—1997 | с   | Одружені і з дітьми                       | Married with Children                          | Іда Мей                   |
| 1987      | ф   | Нічний загін                              | Nightforce                                     | Карла                     |
| 1987      | ф   | Гротеск                                   | Grotesque                                      | Ліза                      |
| 1987      | ф   | Месник                                    | SFX Retaliator                                 | Доріс                     |
| 1988      | ф   | Мовчазні вбивці                           | Sileht Assassins                               | Сара                      |
| 1988—1990 | с   | Монстри                                   | Monsters                                       | Ліа                       |
| 1988      | ф   | Відьомство                                | La casa 4                                      | Джейн Брукс               |
| 1988      | ф   | Рухома мішень                             | Barsaglio sull'autostrada                      | Салі Тайлер               |
| 1989      | ф   | Дурна кров                                | Bad Blood                                      | Еві Барнес                |
| 1989      | ф   | Під заставу                               | W.B. Blue and the Bean                         | Анет /Неті Рігімей        |
| 1989      | ф   | Очі за вікном спальні 2                   | Bedroom Eyes 2                                 | Софі Стівенс              |
| 1989      | ф   | Заморозка                                 | The Chilling                                   | Мері Хемптон              |
| 1990      | ф   | Знову всесильний                          | Zapped Again!                                  | Місс Мітчел               |
| 1990      | ф   | Рецидив                                   | Reposseded                                     | Ненсі Алгет               |
| 1991      | ф   | Фатальний зв'язок                         | Fatal Bond                                     | Леоні Стівенс             |
| 1992      | ф   | Мертвий сон                               | Dead Sleep                                     | Меггі Хілдон              |
| 1992—1997 | с   | Відступник                                | Renegade                                       | Теді Рей Томпсон          |
| 1992      | ф   | Перрі Мейсон: Справа знедоленої нареченої | Perry Mason: The Case of the Heartbroken Bride | Шенан Хемкінс             |
| 1993      | кор | Телефон                                   | Phone                                          | жінка                     |
| 1994      | ф   | Подвійний вибух                           | Double Blast                                   | Клаудія                   |
| 1994      | с   | Робін Гуди                                | Robin's Hoods                                  | Карла Палете              |
| 1994      | ф   | Повернення з закону                       | Skins                                          | Меггі Джонер              |
| 1995      | ф   | Любов і магія 2: Чаклунка                 | Sorceress                                      | Амелія Рейнольдс          |
| 1996—2000 | с   | Псі Фактор: Хроніки паранормальних явищ   | PSI Factor: Chronicles of the Paranormal       | Ребекка Роуз              |
| 1996      | ф   | Жертва ягуара                             | Prey of the Jaguar                             | Коді Джонсон              |
| 1996      | ф   | Крик                                      | Scream                                         | репортер                  |
| 1997      | с   | Мисливці за привидами                     | Extreme Ghostbusters                           | Селін                     |
| 1997      | кор | Марина                                    | Marina                                         | Марина                    |
| 1998—2000 | с   | Годзілла                                  | Godzilla: The Series                           | Александра Спрінгер       |
| 1999—2000 | с   | Курячий бульйон для душі                  | Chicken Soup for the Soul                      | Місс Хуппер               |
| 2000      | с   | L.A. 7                                    | L.A. 7                                         | Джо Вінтерспон            |
| 2003      | тф  | Творці монстрів                           | Monster Makers                                 | Шейлі Стокер              |
| 2004      | тф  | Кохання в стилі Голлівуду                 | Love Hollywood Style                           | жінка                     |
| 2005      | ф   | Анонімний Мережевик                       | Hitters Anonymous                              | Бренда                    |
| 2005      | кор | Чудові файли: Пітбуль на колесах          | Diva Doq: Pit Bull on Wheels                   | жінка                     |
| 2006      | кор | Принцип пуховкой                          | The Powder Puff Principle                      | президент шкільного клубу |
| 2006      | кор | Тедді лякає                               | Teddy Scares                                   | Ріта Морріс               |
| 2006      | с   | Надприродне                               | Supernatural                                   | детектив Даяна Балад      |
| 2008      | ф   | Все добре                                 | All Is Normal                                  | Барбара                   |
| 2009      | ф   | Чертенята                                 | Imps                                           | Джені                     |
| 2012      | ф   | Роман на серці                            | An Affair of the Heart                         | Хізар                     |
| 2010—2012 | с   | Розпорядник                               | Pit Boss                                       | Хейзел                    |
| 2012      | с   | Історії примар знаменитостей              | Celebrity Ghost Stories                        | епізод                    |
| 2013      | кор | Комедійне шоу                             | WHOA! Comedy Short                             | жінка                     |
| 2014      | с   | Гонки опору                               | RuPaul's Drag Race                             | епізод                    |
| 2016      | ф   | Зелена фея                                | The Green Fairy                                | місс Ленфлі               |

## Нагороди та номінації
Список наведено згідно з даними сайту IMDb.
| Нагорода       | Рік  | Категорія                                   | Робота                              | Результат |
| -------------- | ---- | ------------------------------------------- | ----------------------------------- | --------- |
| Оскар          | 1974 | Краща жіноча роль другого плану             | «Той, що виганяє диявола»           | Номінація |
| Золотий глобус | 1973 | Краща жіноча роль другого плану — Кінофільм | «Той, що виганяє диявола»           | Перемога  |
| Золотий глобус | 1974 | Кращий акторський дебют серед жінок         | «Той, що виганяє диявола»           | Номінація |
| Вибір народу   | 1973 | Найкраща акторка                            | «Той, що виганяє диявола»           | Перемога  |
| Сатурн         | 1978 | Краща кіноакторка                           | «Той, що виганяє диявола 2: Єретик» | Номінація |
| Золота малина  | 1982 | Найгірша жіноча роль                        | «Солодка ніч»                       | Номінація |
| Золота малина  | 1984 | Найгірша жіноча роль                        | «Жінки за ґратами»                  | Номінація |
| Золота малина  | 1985 | Спеціальна відзнака                         | Н/Д                                 | Перемога  |
| Золота малина  | 1986 | Найгірша жіноча роль                        | «Острів дикунів»                    | Перемога  |
| Золота малина  | 1986 | Найгірша жіноча роль                        | «Нічний патруль»                    | Перемога  |
| Золота малина  | 1986 | Найгірша жіноча роль                        | «Дикі вулиці»                       | Перемога  |
| TV Land Awards | 2006 | Зірка фільму тижня                          | Н/Д                                 | Перемога  |